# Paul Tuffrau
Paul Tuffrau, né le 1er mai 1887, Bordeaux et mort le 16 mai 1973, Paris est un homme de lettres, écrivain et professeur.

## Biographie

### Jeunesse à Bordeaux
Paul Tuffrau a vécu la première partie de sa jeunesse à Bordeaux, où il a effectué des études secondaires brillantes. Particulièrement attiré par le Pays basque tout proche, il y a fait, jeune homme, de longues promenades, au cours desquelles il écrivit des nouvelles qui seront publiées en 2002, après sa mort, sous le nom d’Anatcho. C'est, en réalité, une suite de souvenirs personnels d'une région qu'il a profondément aimée, mêlés de rêveries le soir dans la montagne, de légendes glanées au fil de ses promenades. On y sent une certaine nostalgie à l'évocation de ce pays mystérieux dont les traditions, il le sent bien, sont appelées à disparaître, et également l'attraction de l'Espagne, encore inconnue de lui. Ces récits, d'un  style vivant et coloré, manifestent déjà un vrai talent d'écriture et une profonde humanité.

### Études supérieures à Paris
Paul Tuffrau vient préparer à Paris, dans la khâgne du lycée Louis-le-Grand, le concours de l'École normale supérieure, où il entrera en 1908, dans les tout premiers. Il sera, en 1911, et de façon tout aussi brillante, reçu au prestigieux concours de l'agrégation des lettres. Les trois années passées rue d'Ulm à l'École Normale marquent un tournant dans sa vie. Elles sont une sorte de "respiration", le mettant en contact avec un monde nouveau, plus large que celui de Bordeaux. Il découvre Paris et passe des heures au musée du Louvre. Il fréquente l'atelier du sculpteur André Juin, et il suit les expositions d'André Lhote. Il va entendre parfois chez Colonne du Beethoven… Il y a, dans ce milieu de jeunes intellectuels dont il fait partie, une sorte d'appétit, d'effervescence, dont ses carnets témoignent. Tout les intéresse. Discussions sur la littérature, la philosophie, les arts, la musique. Fascination pour les écrivains russes, et en particulier pour Tolstoï. Et Paul Tuffrau songe même à écrire un « roman russe ». Ils parlent politique, peinture, littérature, discutent aussi bien de Platon, de Virgile que de Kipling, de Farrère « ou des grandes visions de Wells ». Leurs causeries sont intarissables et tous sont tentés par l'écriture; bien souvent ils se montrent leurs essais. Paul Tuffrau admire notamment les étonnants dons poétiques, parfois teintés d'imagination fantasque, de Bernard Marcotte, l'un de ses camarades, qu'il a connu en khâgne, et qui mourra des suites de la guerre. Il préfacera aussi les œuvres, éditées en 1923, de Georges Pancol, son condisciple au lycée de Bordeaux, poète, tué sur le front en Champagne en 1915. Il discute souvent avec René Bichet (normalien, promotion 1907), « le petit B », ami d'Alain-Fournier et de Jacques Rivière, René Bichet avec lequel il correspondra régulièrement jusqu'à la mort de ce dernier en 1912. Il est très lié également avec Jean Wahl, normalien comme lui (promotion 1907), élève de Bergson, et qui sera aussi philosophe, et il entretient avec Romain Rolland des relations très amicales et une correspondance très suivie.

### Première Guerre mondiale
Mais la guerre éclate, et Paul Tuffrau part en août 1914 comme sous-lieutenant de réserve. Blessé plusieurs fois pendant ces quatre années de guerre, il refusera d'être évacué, sauf durant un mois en 1917. Il recevra, le visage bandé, la Légion d'honneur sur le front des troupes. Il  termine la guerre Croix de Guerre, chef de bataillon dans l'armée du général Mangin et achève l'année 1918 comme commandant de place à Sarrelouis.
Pendant toute la durée de la guerre, il a partagé, au quotidien, dans les tranchées, avec ses hommes et ses camarades, leur vie, leurs souffrances… Plus tard il reverra les champs de bataille de la Marne, où, dans les tragiques combats de 1914, il faillit être tué - tout près d'ailleurs de l'endroit où, le même jour, est tombé Péguy qu'il avait rencontré peu de temps auparavant chez Romain Rolland. Il a constaté que, trop souvent, des ordres inadaptés étaient transmis par des États-majors qui ne connaissaient pas le terrain, et qui, faute de compétence vraie, exposaient des vies bien inutilement. Il lui était impossible de le dire en pleine guerre, dans les articles où il décrivait la vie dans les tranchées, les combats, articles qu'il envoyait régulièrement au quotidien "Le Journal" sous le pseudonyme de Lieutenant E.R. et qui  seront édités en 1917 par Payot sous le nom de Carnet d'un Combattant. Mais il tient des carnets où il note tout au jour le jour et ces carnets seront publiés, après sa mort, en 1998, sous  le titre 1914-1918 - Quatre Années sur le Front. Carnets d'un Combattant. Ce qui en fait le côté très particulier, c'est non seulement qu'ils ont été écrits par un homme qui a participé pleinement aux combats tout au long des quatre années de guerre - et, à ce titre, il s'agit d'un témoignage saisissant - mais aussi qu'ils sont le fait d'un écrivain et d'un véritable humaniste. Paul Tuffrau passe de tranchée en tranchée, exposé comme tous aux balles, aux grenades, aux obus qui éclatent autour d'eux, mais, lorsque les combats se calment, il reste sensible à la beauté des paysages, à la douceur du printemps, au charme des villages qu'il traverse. Il ne peut un instant oublier la guerre, dont il est partie prenante, mais le contraste entre son engagement et sa disponibilité à voir ce qui l'entoure, fait de ces notes une œuvre singulière.

### Entre-deux-guerres et Seconde Guerre mondiale
À la fin de la guerre, il rejoint à Vendôme, où il était professeur jusqu'en 1914, sa femme, Andrée Lavieille, artiste peintre, qu'il a épousée en août 1912, et dont la sensibilité, l'amour de la nature, ainsi que les qualités humaines de simplicité, de réserve et aussi de fantaisie, correspondent aux siennes.
Il est alors nommé au lycée de Chartres, au lycée Saint-Louis puis au lycée Louis-le-Grand à Paris comme professeur de khâgne, enfin à l'École polytechnique où il sera titulaire de la chaire d'histoire et de littérature jusqu'en 1958. Son enseignement marquera tous ceux qui ont l'ont eu comme professeur, ainsi Georges Pompidou en khâgne.
Réengagé en 1939, il prend part aux terribles combats des ponts d'Orléans en mai 1940, et sa vie est, pendant l'occupation, partagée entre Lyon où se trouvait alors l'École polytechnique, et Paris où est le domicile familial. Ses notes ont été publiées en 2002 sous le titre De la "drôle de guerre" à la Libération de Paris (1939-1944).

### Œuvres littéraires etmédiévales
Toujours attiré par la poésie, Paul Tuffrau présente en 1926 à l'Artisan du Livre Les plus belles poésies de Paul Verlaine. À la fois historien et critique littéraire, il publie avec Gustave Lanson le Manuel illustré d'histoire de la littérature française (1929), qui sera un ouvrage de référence pour plusieurs générations, et, après la mort de Lanson, il complètera et remaniera, en 1953, son Histoire de la littérature française avec l'aide, pour la bibliographie, de son gendre, Gilbert Cambon.
Il est l'auteur du Livre d'or de l'École polytechnique (Collection "Livres d'or des grandes écoles françaises", éditée sous le patronage du ministère de l'Éducation nationale et du ministère des Armées, 1962).
Vivement intéressé par le Moyen Âge, Paul Tuffrau a renouvelé plusieurs textes médiévaux : La légende de Guillaume d'Orange fut le premier d'entre eux, publié en 1920 et couronné par l'Académie française. À son sujet, le médiéviste Émile Mâle lui écrit : « Présenter le cycle de Guillaume d'Orange (…) était certes une belle entreprise. Vous l'avez réalisée avec un goût parfait. Votre adaptation d'une langue si pure a séduit et continuera à séduire les lecteurs (…). En rajeunissant pour nous ces vieux chefs-d'œuvre, vous avez fait une œuvre vraiment noble… » 
À La légende de Guillaume d'Orange succédèrent en 1923 Les Lais de Marie de France, en 1924 Raoul de Cambrai, couronné par l'Académie française, en 1925 Le Merveilleux Voyage de saint Brandan, en 1942 Le Roman de Renart. Et finalement, ce Garin le Lorrain auquel il n'aura jamais cessé de penser depuis 1916, attiré par sa vérité, son authenticité, sa vitalité et aussi son indéniable poésie, toutes choses qu'il voulait mettre en valeur mais que, trop pris par ses diverses activités, il n'aura pu réaliser au moment où il le souhaitait, il l'adaptera, mais dans la seconde partie de sa vie, et il n'aura pas le temps de le publier… Tout l'art de Paul Tuffrau aura été de souligner, dans cette dernière œuvre comme dans les autres, la beauté du texte ancien et d'en rendre la vérité et le charme. Sa publication n'aura lieu qu'après sa mort, en 1999.

### Parcours
Écrivain, critique littéraire, historien, sachant transmettre ses connaissances par son enseignement qu'il a poursuivi toute sa vie, avec une grande rigueur et un grand humanisme, Paul Tuffrau aura été non seulement un homme de lettres au sens plein du terme, mais aussi un homme d'une modestie peu commune, alliée à une extrême intelligence, une très grande culture. Il était entouré d'une déférence affectueuse de la part de tous ceux qui l'ont connu. Ainsi un de ses collègues à Polytechnique pouvait-il parler « de la lumière répandue par son enseignement sur tant de générations d'élèves », et le président Georges Pompidou écrivait-il le 13 juin 1973 : « J'ai appris avec beaucoup de tristesse la mort de mon ancien maître Paul Tuffrau. J'avais eu l'occasion d'être en rapport avec lui bien après ma sortie de khâgne, (…) j'avais gardé un excellent souvenir de son enseignement sur le plan professionnel et sur le plan humain ». Henriette Arasse, qui appartenait à la même promotion que Georges Pompidou, concluait ainsi l'hommage qu'elle lui rendait en 1974 dans l’annuaire des anciens élèves de l'École normale supérieure : « Nous sommes encore nombreux, de ses anciens khâgneux – que la vie ait fait de nous un professeur, un académicien, un poète, un ambassadeur ou un président de la République – à garder le souvenir de sa spontanéité juvénile, de sa bonté, de son intransigeante lucidité; à penser à lui avec la nostalgie de notre jeunesse, certes, mais aussi avec le respect que méritait son refus essentiel de toute lâcheté morale, de toute démission intellectuelle, son refus de tout ce qui n'est pas authentique ».
Paul Tuffrau est mort le 16 mai 1973. Il était commandeur de la Légion d'honneur.

## Publications
- Carnet d'un Combattant (Payot - paru en 1917, sous le pseudonyme de lieutenant E.R., avec 64 dessins à la plume de Carlègle)
- Nos Jours de Gloire. De la Moselle à la Sarre en novembre 1918 (Cahiers de la Quinzaine, 1928)
- La Grande Guerre (avec le général Alvin) (Gauthier-Villars et Cie, 1930)
- 1914-1918 - Quatre Années sur le Front. Carnets d'un Combattant (Imago, 1998)
- Autres récits de la Grande Guerre (Publibook, 2014)
- De la "drôle de guerre" à la Libération de Paris (1939-1944) (Imago, 2002)
- Livre d'or de l'École polytechnique (Collection "Livres d'or des grandes écoles françaises", Raymond Lacour éditeur, 1962)
- Paul Tuffrau, La légende de Guillaume d'Orange, Paris, l’Édition d'Art, coll. « Épopées et légendes », 1920 (réimpr. 1999) (1re éd. 1916) (ISBN 978-2-84049-156-9, EAN 9782840491569, BNF 33024296, présentation en ligne).

- Prix du Baron-de-Courcel 1916 de l'Académie française
- Les Lais de Marie de France (Piazza, 1923)
- Raoul de Cambrai (L'Artisan du Livre, 1924; Séguier, 1999)

- Prix Bordin 1925 de l’Académie française
- Le Merveilleux Voyage de saint Brandan (L'Artisan du Livre, 1925)
- Le Roman de Renart (avec des gravures sur bois de Lucien Boucher) (L'Artisan du Livre, 1942)
- Garin le Lorrain (Séguier, 1999)
- Anatcho (nouvelles basques) (Atlantica, 1999)
- Les plus belles poésies de Paul Verlaine (L'Artisan du Livre, 1926)
- Manuel illustré d'histoire de la littérature française (avec Gustave Lanson) (Hachette, 1929)
- Remaniement et complément pour la période 1850-1950 de l'Histoire de la littérature française de Gustave Lanson (Hachette, 1953)
- Passage d'Ariel. Bernard Marcotte, poète, conteur et philosophe de l'ironie (HDiffusion, 2017)

## Distinctions
- Commandeur de la Légion d'honneur

## Sources
- Paul Courteault, Un conteur de guerre bordelais, Revue Philomathique de Bordeaux et du Sud-Ouest, 20e année, no 6, novembre-décembre 1917, p. 256-268 lire en ligne sur Gallica
- J. Schott. Paul Tuffrau (1887-1973), La Jaune et la Rouge, no 285, p. 18-22, octobre 1973.
- Henriette Arasse, « Paul Tuffrau », Annuaire de l'Association amicale des anciens élèves de l'École normale supérieure, 1974, p. 48-53.
- Alain Corbellari, « L'adaptation de la geste de Guillaume par Paul Tuffrau ou de l'influence de Joseph Bédier sur la collection des “épopées et légendes” des éditions Piazza », in : Réception du Moyen Âge dans la culture moderne (éd. par D. Buschinger), Médiévales, 23, Presses du Centre d'Études médiévales, Université de Picardie, Amiens, 2002.
- Cédric Marty, Tuffrau, Paul, 1887-1973, in : 500 témoins de la Grande Guerre (ouvrage collectif dirigé par Rémy Cazals), Éditions midi-pyrénéennes, Edhisto, 2013.